# Villegongis
Villegongis is een gemeente in het Franse departement Indre (regio Centre-Val de Loire) en telt 100 inwoners (1999). De plaats maakt deel uit van het arrondissement Châteauroux.

## Geografie
De oppervlakte van Villegongis bedraagt 18,5 km², de bevolkingsdichtheid is 5,4 inwoners per km².

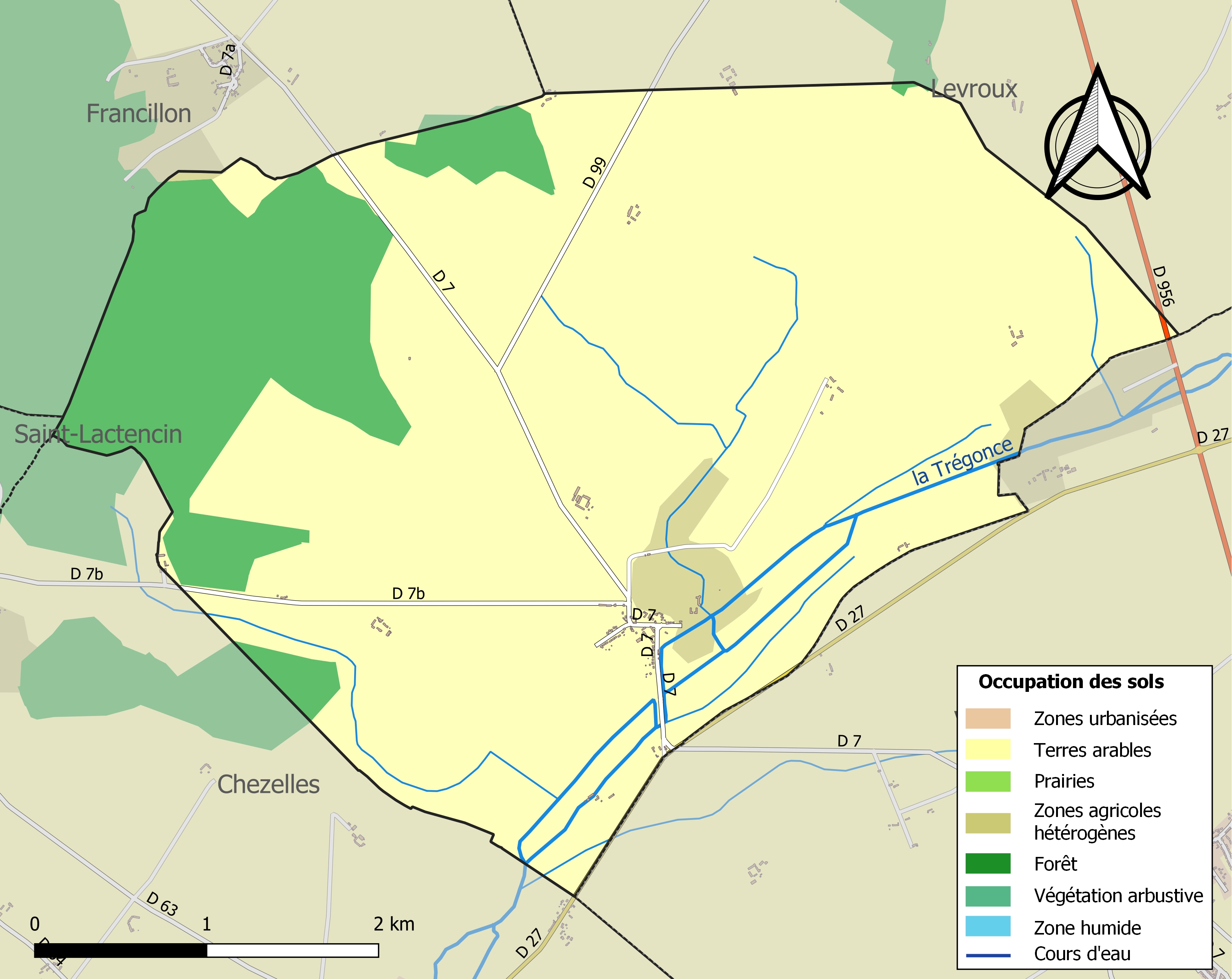
Kaart van de gemeente met de belangrijkste infrastructuur, bodemgebruik en omliggende gemeenten

## Demografie
Onderstaande figuur toont het verloop van het inwonertal (bron: INSEE-tellingen).